# Konopki Wielkie
Konopki Wielkie [kɔˈnɔpki ˈvjɛlkʲɛ] (deutsch Groß Konopken, 1938 bis 1945 Hanffen) ist ein Dorf in der polnischen Woiwodschaft Ermland-Masuren, das zur Landgemeinde Miłki (Milken) im Powiat Giżycki (Kreis Lötzen).

## Geographische Lage
Konopki Wielkie liegt 700 Meter östlich des Ublick-Sees (polnisch Jezioro Ublik Wielki) in der östlichen Mitte der Woiwodschaft Ermland-Masuren, 17 Kilometer südöstlich der Kreisstadt Giżycko (Lötzen).

## Geschichte
Im Jahre 1475 wurde Groß Konopken gegründet. Am 29. März 1874 wurde der Ort Amtsdorf und namensgebend für einen Amtsbezirk, der – am 15. November 1938 in „Amtsbezirk Hanffen“ umbenannt – bis 1945 zum Kreis Lötzen im Regierungsbezirk Gumbinnen (1905 bis 1945: Regierungsbezirk Allenstein) in der preußischen Provinz Ostpreußen gehörte.
Von 1874 bis 1945 war Groß Konopken auch Sitz eines Standesamtes, dem auch die Nachbarorte zugeordnet waren. Im Jahre 1910 zählte das Dorf 525 Einwohner, 1933 waren es bereits 560.
Aufgrund der Bestimmungen des Versailler Vertrags stimmte die Bevölkerung im Abstimmungsgebiet Allenstein, zu dem Groß Konopken gehörte, am 11. Juli 1920 über die weitere staatliche Zugehörigkeit zu Ostpreußen (und damit zu Deutschland) oder den Anschluss an Polen ab. In Groß Konopken stimmten 400 Einwohner für den Verbleib bei Ostpreußen, auf Polen entfielen keine Stimmen.
Am 3. Juni 1938 wurde Groß Konopken aus politisch-ideologischem Grund der Vermeidung fremdländisch klingender Ortsnamen in „Hanffen“ umbenannt. Die Einwohnerzahl betrug 1939 nur noch 503.
In Kriegsfolge kam das Dorf 1945 mit dem gesamten südlichen Ostpreußen zu Polen und erhielt die polnische Namensform „Konopki Wielkie“. Das Dorf ist heute Sitz eines Schulzenamtes (polnisch sołectwo), dem außer Konopki Wielkie auch die umliegenden Ortschaften Jedamki (Jedamken, 1938 bis 1945 Stenzeln), Konopki Nowe und Wyłudki (Willudtken, 1938 bis 1945 Heydeck) zugeordnet sind. Konopki Wielkie ist ein Ortsteil der Landgemeinde Miłki (Milken) im Powiat Giżycki (Kreis Lötzen), vor 1998 der Woiwodschaft Suwałki, seither der Woiwodschaft Ermland-Masuren zugehörig.

### Amtsbezirk Groß Konopken/Hanffen (1874–1945)
Der Amtsbezirk Groß Konopken resp. Hanffen bestand aus acht zugeordneten Dörfern:
| Name            | Änderungsname 1938 bis 1945 | Polnischer Name | Bemerkungen                                  |
| --------------- | --------------------------- | --------------- | -------------------------------------------- |
| Bilsken         | Billsee                     | Bielskie        |                                              |
| Dannowen        | Dannen                      | Danowo          |                                              |
| Groß Konopken   | Hanffen                     | Konopki Wielkie |                                              |
| Jedamken        | Stenzeln                    | Jedamki         |                                              |
| Klein Konopken  | (ab 1929:) Waldfließ        | Konopki Małe    |                                              |
| Klein Skomatzko | Skomand                     | Skomack Mały    |                                              |
| Okrongeln       | Schwansee (Ostpr.)          | Okrągłe         |                                              |
| Talken          |                             | Talki           | 1929: Umgliederung in den Amtsbezirk Neuhoff |

Am 1. Januar 1945 bildeten nur noch sieben Orte den Amtsbezirk Hanffen: Billsee, Dannen, Hanffen, Schwansee, Skomand, Stenzeln und Waldfließ.

## Religionen
Bis 1945 war Groß Konopken in die evangelische Kirche Milken in der Kirchenprovinz Ostpreußen der Kirche der Altpreußischen Union sowie in die katholische Pfarrkirche St. Bruno Lötzen im Bistum Ermland eingepfarrt. 
Heute gehört Konopki Wielkie zur evangelischen Kirchengemeinde Wydminy, einer Filialgemeinde der Pfarrei Giżycko in der Diözese Masuren der Evangelisch-Augsburgischen Kirche in Polen bzw. zur katholischen Pfarrkirche Miłki im Bistum Ełk der Römisch-katholischen Kirche in Polen.

## Verkehr
Konopki Wielkie liegt an der bedeutenden Nord-Süd-Achse, der polnischen Landesstraße DK 63 (einstige deutsche Reichsstraße 131), die in Nordostpolen die beiden Woiwodschaften Ermland-Masuren und Podlachien miteinander verbindet. Außerdem führt eine Nebenstraße aus dem östlichen Powiat Giżycki nach Konopki Wielkie, wobei sie die Anbindung der  Woiwodschaftsstraßen DW 655 und DW 656 an die Landesstraße DK 63 herstellt.
Zwischen 1906 und 1945 war Groß Konopken Bahnstation an der Bahnstrecke Lötzen–Arys–Johannisburg, die aufgrund der Kriegseinwirkungen eingestellt und nach 1945 nicht wieder in Betrieb genommen wurde.